# Международное гуманитарное право
Международное гуманитарное право (право войны, право вооружённых конфликтов) — совокупность международно-правовых норм и принципов, регулирующих защиту жертв войны, а также ограничивающих методы и средства ведения войны.
Международное гуманитарное право имеет своим назначением минимизацию страданий и лишений, которые вынуждены претерпевать лица, так или иначе вовлечённые в вооружённый конфликт. Оно представляет собой набор правил, охраняющих человеческую личность и имущество от угрозы повреждения или уничтожения в ходе военных действий, а также ограничивающих воюющие стороны в выборе средств и методов ведения войны. Тем самым право вооружённых конфликтов обеспечивает необходимый баланс между универсальным принципом гуманизма и военной необходимостью.
Право войны устанавливает права и обязанности воюющих государств, нейтральных государств,  участвующих в вооружённых конфликтах индивидов (комбатантов) и лиц, находящихся под защитой международного гуманитарного права (некомбатантов).
Международное право вооружённых конфликтов кодифицировано в Гаагских Конвенциях, Женевских Конвенциях о защите жертв войны 1949 г. и Дополнительных Протоколах к ним 1977 г., резолюциях Генеральной Ассамблеи ООН и других документах.
Отдельные ограничения, установленные международным гуманитарным правом, распространяются и на вооружённые конфликты не международного (внутреннего) характера.  

## История
В древности сначала все население завоёванной страны обращалось в рабство, потом одни только военнопленные; они могли получить свободу, уплатив выкуп; страна разорялась, если не выкупала себя данью; все имущество населения, с переходом его в руки противника, становилось, на правах добычи, собственностью последнего.
Тем не менее, уже в древности предпринимались попытки регламентировать право войны. Законы Ману содержали подробные постановления, дающие известную охрану как личности, так и имуществу мирных жителей-землепашцев, и устанавливающие между самими сражающимися (из касты воинов) некоторые правила войны: не дозволялось умерщвление раненых, молящих о пощаде и лишённых возможности защищаться, употребление зазубренных или отравленных стрел и т. п.; неприятелю, занявшему страну, предписывалось сохранение местного правового порядка.
В Средние Века католическая церковь запрещала употребление метательных снарядов, отравленного оружия; благодаря ей, в войнах между христианскими народами прекратилась практика обращения пленных в рабство: пленные освобождались за выкуп, иногда на честное слово до представления выкупа; выкупная сумма определена была обычаем в размере годового дохода пленника.
В установлении этой практики видную роль играло рыцарство, выработавшее правила добропорядочной войны (bonne guerre), основанных на понятии о рыцарской чести. Война не начиналась без объявления; обыкновенно противнику вручались размирные грамоты (litterae diffidationis, lettres de deffyance) и давался трехдневный срок для представления удовлетворения. Личность герольда была неприкосновенной; капитуляции и другие договоры строго соблюдались; столкновения нередко кончались, вместо войны, поединками. Со второй половины Средних веков устанавливается обычай, по которому недвижимая собственность, поскольку она уцелела от разорения, остаётся за прежним владельцем; право добычи ограничено движимым имуществом неприятеля.
Влияние рыцарства на смягчение методов ведения войны не следует, однако, преувеличивать. Правила рыцарской войны применялись лишь в отношениях рыцарей между собой. К войску из крестьян и не «благородным» горожанам, пытавшимся защищать свои города, рыцари относились с презрением и крайней жестокостью. Христианское право войны применялось лишь в отношениях между христианскими народами; в войнах с язычниками и мусульманами, а равно и с христианскими еретиками, произвол не был ограничен никакими правовыми нормами.
Что касается мусульманского права войны, то подробную юридическую разработку оно получило в арабской литературе XII—XIII вв. Наибольшей известностью пользовалось руководство «Викая» (Vikayâh), составленное в Испании около 1280 г. (автор — Borhan-el-Sherîah-Mahmûd-el-Mahbûb) по образцу более раннему (XII в.) — «Хидая» (Hidâyah), в котором 10 глав посвящено правилам войны с неверными, включая и устройство завоеванных стран. Согласно этим нормам, война объявляется в форме требования принять ислам или платить в пользу правоверных поголовную дань. Герольды на войне пользуются неприкосновенностью, заключённые с неверными договоры не нарушаются; вероломство, отравление колодцев, отрезание носа и ушей запрещаются; военнопленные подлежат убийству или обращаются в рабство (но могут быть выкуплены), но победитель обязан щадить женщин, детей, стариков и калек; захваченная военная добыча распределяется предводителем; грабёж со стороны отдельных воинов не допускается.
В течение XVII—XVIII веков в Европе создаются правила цивилизованной войны, отступление от которых требует всякий раз оправдания особыми соображениями военной необходимости (raison de guerre). По ним имущество продолжает ещё рассматриваться как законная добыча победителя, но обоюдный интерес заставляет входить иногда в сделку, по которой неприятель отказывается от принадлежащего ему права добычи, получая от населения определённый денежный выкуп (контрибуция). Выкуп по-прежнему продолжает применяться и к военнопленным, но рядом с ним все более и более входит в употребление обычай размена по рангу и числу, с доплатой за непокрытый излишек. Соглашениями, заключёнными во время войны, смягчается участь больных и раненых; точнее определяются права нейтральных стран в морской войне («вооружённые нейтралитеты»). С конца XVIII в. входят в обычай реквизиции.
В XIX веке проявилось стремление заменить шаткие и неясные нормы обычного права войны точными правилами, зафиксированными в международных договорах между руководящими державами. Парижской декларацией 1856 г. были определены отношения воюющих и нейтральных держав в морской войне; Женевской конвенцией 1864 г. была определена участь больных и раненых воинов во время сухопутной войны; Санкт-Петербургской конвенцией 1868 г. было запрещено употребление разрывных пуль.
Первым примером кодификации права войны стала полевая инструкция (Кодекс Либера), составленная в 1863 г. во время Гражданской войны в США по поручению президента Линкольна, профессором Францем Либером  и получившая, по обсуждении её в особой военной комиссии, законодательную санкцию. Успешное применение её в войне с южными штатами вызвало всеобщее доверие к ней и навело на мысль о возможности создать инструкцию, которая могла бы быть принята всеми государствами, как обязательный международный закон.
По личной инициативе российского императора Александра II в 1874 г. была созвана Брюссельская конференция с целью кодифицировать правила ведения сухопутной войны. Был выработан проект «Декларации о законах и обычаях войны». Не имея обязательной силы в отношениях между государствами, брюссельская декларация оказала, однако, большое влияние на дальнейшее развитие права войны.
Огромное значение в развитии международного права сыграли Гаагские конференции мира. Именно на них были разработаны основные нормы международного гуманитарного права:
Впредь до того времени, когда представится возможность издать более полный свод законов войны, Высокие Договаривающиеся Стороны считают уместным засвидетельствовать, что в случаях, не предусмотренных принятыми ими постановлениями, население и воюющие остаются под охраною и действием начал международного права, поскольку они вытекают из установившихся между образованными народами обычаев, из законов человечности и требований общественного сознания.
- Запрещено использование многих видов оружия (в том числе ядов, снарядов больше определённого веса, зажигательных снарядов).
- Провозглашён принцип мирного разрешения международных споров и урегулирован порядок провозглашения войны и открытия военных действий.
- Определены законы и обычаи сухопутной и морской войны, правила нейтралитета при их ведении.
- Распространены на условия морской войны требования Женевской конвенции 1864 года.

Гаагские конвенции стали главными международными актами, регулирующими право войны и мира и действуют до сих пор.
Долгое время, однако, требования международного гуманитарного права не распространялись на внутренние конфликты и на защиту гражданского населения, так как государственные власти зачастую противились тому, что считали вмешательством во внутренние дела. Так, вопрос о необходимости соблюдения прав участников гражданских войн поднимался еще на IX Международной конференции Красного Креста в Вашингтоне в 1912 году с подачи принимающей стороны, на что российский представитель Николай Ермолов сделал ставшее известным заявление (которое историк Международного Комитета Красного Креста Франсуа Бюньон называет "признанием слабости прогнившего режима"):

Как делегат императорского правительства я полагаю и объявляю, что императорское правительство ни при каких обстоятельствах и ни в какой форме не будет стороной и даже не будет обсуждать никакое соглашение или рекомендацию по этому поводу; я считаю, что эта тема ввиду её политического значения не может даже быть предметом обсуждения на этой исключительно гуманитарной и мирной конференции. Кроме того, я считаю, что у обществ Красного Креста не может быть никаких обязательств по отношению к повстанцам или бандам революционеров, которых законы моей страны не могут рассматривать иначе как преступников... В свете сказанного любое предложение прямой или непрямой помощи инсургентам или революционерам со стороны обществ Красного Креста не может рассматриваться иначе как нарушение дружественных отношений, как недружественный акт, который ведет к поощрению или разжиганию в стране мятежа и восстания.
Оригинальный текст (фр.)En qualité de délégué du Gouvernement Impérial je considère et déclare que le Gouvernement Impérial ne saurait dans aucun cas ni sous aucune forme être partie contractante ou même seulement partie discutante à aucun accord ou voeu à ce sujet et j’estime que ce sujet, vu son caractère de gravité politique ne saurait même devenir matière à discussion au sein d’une conférence exclusivement humanitaire et pacifique. Je considère en outre que les sociétés de la Croix Rouge ne sauraient avoir de devoir à remplir auprès des bandes insurgées ou de révolutionnaires lesquelles ne peuvent être considérées par les lois de mon pays que comme des criminels... Cela établi, tout offre de service, direct ou indirect des sociétés de la Croix Rouge à des insurgés ou révolutionnaires ne pourrait être envisagé que comme une violation des relations amicales, que comme un “unfriendly act” tendant à encourager et à fomenter dans un pays la sédition et la rébellion.

И лишь после Второй мировой войны, ознаменовавшейся исключительными и беспрецедентными в новой истории нарушениями обычаев войны, начался новый этап в развитии международного гуманитарного права. Рубежом стали Женевские конвенции 1949 года:
- Женевская конвенция (I) об улучшении участи раненых и больных в действующих армиях;
- Женевская конвенция (II) об улучшении участи раненых, больных и лиц, потерпевших кораблекрушение, из состава вооружённых сил на море;
- Женевская конвенция (III) об обращении с военнопленными;
- Женевская конвенция (IV) о защите гражданского населения во время войны.

Данными актами были закреплены новые гуманные правила ведения боевых действий: закреплялся статус мирного населения, запрещалось уничтожение госпитальных судов на море, регулировался порядок взятия в плен, содержания в плену, условия труда военнопленных. Женевскими конвенциями были установлены международные обозначения лагерей военнопленных и полевых госпиталей.

## Понятие об обычаях войны
Термин «обычаи войны» возник в британской юриспруденции и встречается в трудах британских историков, касающихся исключительно истории Великобритании. Основу данному термину положил свод законов, касавшийся правил ведения войны «Statutes, Ordinances, and Customs», утверждённый королём Англии Ричардом Вторым в 1385 году. Другим источником, упоминающим термин «обычаи войны» стал текст Гаагской конвенции 1907 года. Упоминание в тексте конвенции даётся два раза в главе о том, кого следует признавать воюющими сторонами. При этом в тексте Гаагской конвенции не указывается, что подразумевается под этим термином.

## Правовой статус государств по отношению к конфликту

### Состояние войны. Объявление войны. Агрессия

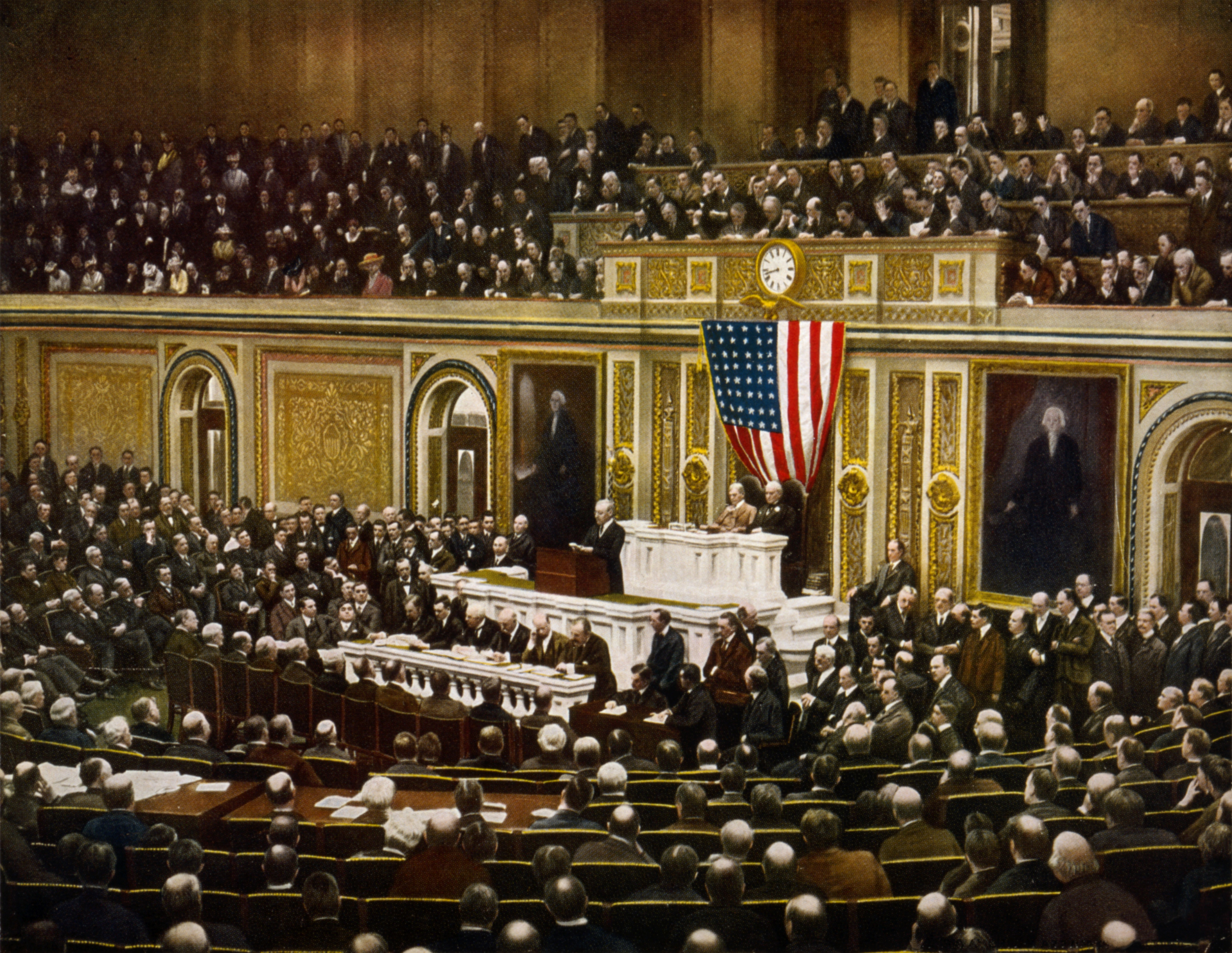
Президент США Вудро Вильсон просит Конгресс поддержать объявление войны Германии. Первая мировая война, 1917 год.

Состояние войны влечет за собой определённые юридические последствия в соответствии с международными договорами. Состояние войны выражается не только в открытой вооружённой борьбе государств, но и в разрыве мирных отношений между ними (дипломатических, торговых и др.).
В соответствии с III Гаагской конвенцией 1907 г., состоянию войны обязательно должно предшествовать предупреждение в форме обоснованного объявления войны или ультиматума с условным объявлением войны. О состоянии войны должны быть немедленно уведомлены нейтральные державы.
С принятием Устава ООН в 1945 году угроза силой или её применение были запрещены за исключением случаев:
- индивидуальной или коллективной самообороны;
- применения по решению Совета Безопасности ООН.

Нормы международного права должны применяться и при военных действиях, фактически начатых без объявления войны.
Резолюция Генеральной Ассамблеи ООН № 3314 от 14 декабря 1974 г. определяет следующие действия как акты агрессии:
- вторжение вооружённых сил на территорию другого государства, её аннексия или оккупация (даже временная);
- бомбардировка или применение другого оружия против территории другого государства;
- блокада портов или берегов другого государства;
- нападение на вооружённые силы другого государства;
- применение вооружённых сил, находящихся на территории другого государства по соглашению с последним, в нарушение условий соглашения, а равно пребывание их на территории другого государства по истечении срока соглашения;
- предоставление государством своей территории для осуществления агрессии третьим государством в отношении другого государства;
- засылка вооружённых банд, групп, наёмников и т. п. от имени государства, которые осуществляют акты вооружённой борьбы против другого государства, по серьёзности сопоставимые с предыдущими пунктами.

При наступлении состояния войны государство отвечает за то, чтобы граждане неприятельского государства, пользующиеся дипломатическим иммунитетом, в кратчайшие сроки покинули его территорию. К гражданам неприятельского государства, не обладающим иммунитетом, могут быть приняты меры ограничения свободы передвижения, вплоть до интернирования.

### Нейтралитет
Нейтралитет — правовой статус государства, при котором оно воздерживается от действий, способных вовлечь его в международный военный конфликт.
Права и обязанности держав, являющихся нейтральными по отношению к конфликту, определяются в Гаагской конвенцией 1907 г.
Территория нейтральных государств считается неприкосновенной. Воюющим сторонам запрещается использовать её для перемещения войск, военных грузов и для установки оборудования связи. Запрещается проводить вербовку на территории нейтрального государства. Последнее, со своей стороны, обязано не допускать нарушения её нейтралитета со стороны воюющих государств.
В случае, если на территории нейтрального государства появляются войска воюющих сторон, оно обязано их интернировать на территории, находящейся как можно дальше от театра войны. При этом оно имеет право отпустить офицеров под честное слово не покидать нейтральной территории. В случае, если на территории нейтрального государства окажутся военнопленные, бежавшие из мест содержания, оно обязано их освободить.

#### Постоянно-нейтральные государства
Данные государства не размещают на своей территории военных баз других государств, при этом они не лишены права на самооборону. В прошлом статус постоянного нейтралитета принадлежал Бельгии (1813—1919), Люксембургу (1867—1944), в настоящее время постоянно-нейтральными государствами являются Мальта, Туркменистан, Лаос, Камбоджа, Австрия, Швейцария. Данное положение ни в коей мере не лишает государство суверенитета. В случае возникновения военного конфликта постоянно-нейтральные государства не должны допускать использование своей территории, водного и воздушного пространства, для целей военного принуждения одного государства другим. Правовой статус постоянно-нейтрального государства устанавливается и международно-правовыми актами, и внутренним законодательством страны. Внутреннее законодательство стран в основном преобладает над международным законодательством, однако международное признание данного правового положения является определяющим.

## Война и права человека

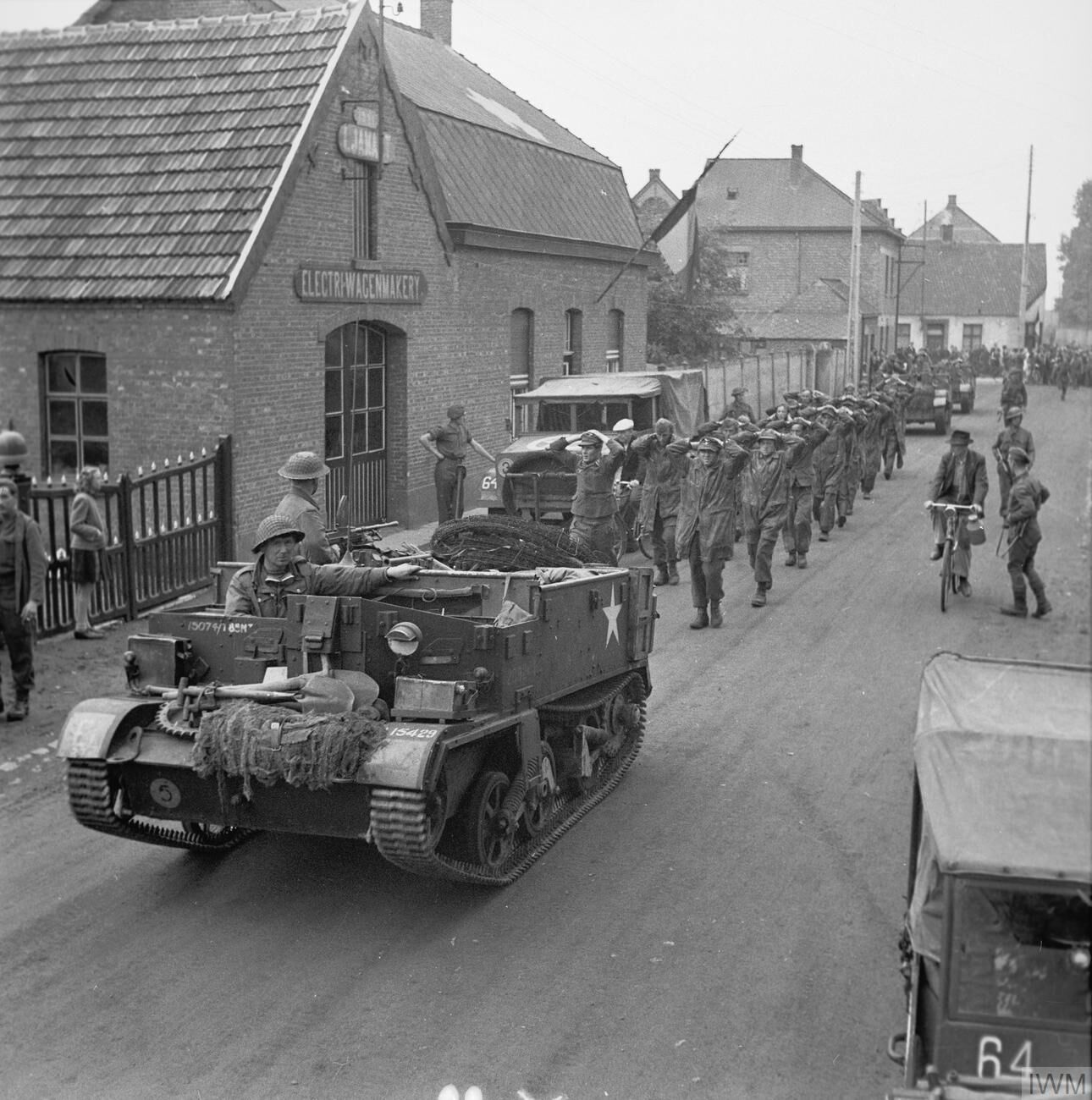
Немецкие солдаты, взятые в плен британскими войсками. 1944 год.

### Участники конфликта
В международном гуманитарном праве проводится разграничение между комбатантами (сражающимися) и некомбатантами (несражающимися).
Личный состав вооружённых сил стороны, находящейся в конфликте, а также личный состав ополчения и добровольческих отрядов, входящих в состав этих вооружённых сил и непосредственно принимающих участие в боевых столкновениях, автоматически являются комбатантами и пользуются правами, определёнными международными договорами.
Личный состав других ополчений и добровольческих отрядов, включая личный состав организованных движений сопротивления, принадлежащих стороне, находящейся в конфликте, и действующих на их собственной территории или вне её, даже если эта территория оккупирована, являются комбатантами и пользуются правами, определёнными международными договорами, если отвечают нижеследующим условиям:
1. имеют во главе лицо, ответственное за своих подчинённых,
2. имеют определённый и явственно видимый издали отличительный знак,
3. открыто носят оружие,
4. соблюдают в своих действиях законы и обычаи войны.

К комбатантам относятся:
- личный состав регулярных вооружённых сил и включенные в них полувоенные или вооружённые организации, личный состав ополчений и добровольческих отрядов, включённые в состав вооружённых сил;
- партизаны, личный состав ополчений и добровольческих отрядов, включая организованные движения сопротивления, если они отвечают 4 требованиям, приведённым выше;
- население неоккупированной территории, которое при приближении неприятеля стихийно берется за оружие для борьбы со вторгающимися войсками;
- вооружённые участники национально-освободительных движений, борющихся против колониализма, расизма и иностранного господства в осуществлении своего права на самоопределение (только для стран-участниц Дополнительного протокола I 1977 г.).

Военные журналисты, интендантский, военно-медицинский состав и военные юристы считаются некомбатантами, несмотря на то, что входят в состав вооружённых сил.
Комбатанты, попавшие во власть неприятеля, имеют право на статус военнопленного. Военные корреспонденты и другие лица, исполняющие служебные обязанности, могут не являться комбатантами, но могут иметь право на статус военнопленного. При этом право применять оружие закреплено только за комбатантами. Если гражданские лица принимают участие в военных действиях, они теряют свой статус и полагающуюся защиту.

### Наёмники
Наёмники — лица, действующие в целях получения материального вознаграждения, не являющиеся гражданами ни одной из сторон конфликта, не проживающие постоянно на их территории и не являющиеся лицами, направленными для исполнения служебных обязанностей, не могут претендовать на статус комбатанта и военнопленного. В ряде стран наёмничество признаётся преступлением и подлежит уголовному преследованию. Следует проводить различие между наёмниками и добровольцами: последние участвуют в конфликте по идейным соображениям и являются комбатантами.
Согласно Первому Дополнительному Протоколу к Женевским Конвенциям наёмники не получают статуса комбатанта и военнопленного, но тем не менее с ними необходимо обращаться гуманно согласно ст. 3, общей для всех Женевских Конвенций.

### Военнопленные
Права и обязанности военнопленных регулируются IV Гаагской конвенцией 1907 г. и III Женевской конвенцией (принята в 1929 г., пересмотрена в 1949 г.).
Статусом военнопленного обладает любой комбатант, попавший во власть неприятельского государства, а также некомбатанты, входящие в состав вооружённых формирований. Нарушение данным лицом международных норм ведения военных действий не является основанием для лишения его этого статуса, за исключением случаев шпионажа. Тем не менее за совершение международных преступлений (но не за участие в боевых действиях) военнопленный может быть подвергнут уголовному преследованию.
Необходимо заметить, что наёмники и шпионы вообще не имеют права на статус комбатанта, а значит, и военнопленного.

### Статус шпиона и разведчика
В соответствии с нормами международного гуманитарного права, любое лицо из состава вооружённых сил стороны, находящейся в конфликте, попадающее во власть противной стороны в то время, когда оно занимается шпионажем, не имеет права на статус военнопленного, и с ним могут обращаться как со шпионом, то есть, его могут подвергнуть уголовному преследованию.
В отличие от шпиона, разведчик, то есть, лицо из состава вооружённых сил стороны, находящейся в конфликте, которое от имени этой стороны собирает или пытается собирать информацию на территории, контролируемой противной стороной, не считается лицом, занимающимся шпионажем, если, действуя таким образом, оно носит форменную одежду своих вооружённых сил. Таким образом, в случае пленения разведчик имеет право на статус военнопленного.
Лицо из состава вооружённых сил стороны, находящейся в конфликте, которое не проживает на территории, оккупированной противной стороной, и которое занимается шпионажем на этой территории, не утрачивает своё право на статус военнопленного, и с ним не могут обращаться как со шпионом, за исключением тех случаев, когда оно захвачено до того, как оно вновь присоединилось к вооружённым силам, к которым оно принадлежит.
Соответственно, с точки зрения международного гуманитарного права, разведчиками могут считаться только фронтовые разведчики, носящие форменную одежду своих вооружённых сил. Все агентурные разведчики являются, по определению, шпионами.

### Журналисты
Международное гуманитарное право содержит нормы, охраняющие журналистов во время войны.
В зоне вооружённого конфликта могут работать две категории журналистов:
- военные корреспонденты (ст. 4.A (4) III Женевской конвенции 1949 г.)[17] и
- журналисты, находящиеся в опасных профессиональных командировках в районах вооружённых конфликтов (ст. 79 I Дополнительного протокола к Женевским конвенциям 1949 г.)[18]

Согласно ст. 4 III Женевской конвенции 1949 г., военные корреспонденты обязаны удовлетворять следующим условиям:
- являться представителями СМИ;
- иметь аккредитацию в вооружённых силах;
- сопровождать военные формирования;
- не являться членами военных формирований.

В этой же статье указывается, что военные корреспонденты при попадании в плен пользуются такой же защитой, что и военнопленные.
Журналисты, находящиеся в опасных профессиональных командировках в районах вооружённого конфликта, не получают аккредитации в вооружённых силах, хотя могут сопровождать военные формирования, — по крайней мере, прямого запрета на подобное сопровождение нет. Такие журналисты обладают статусом гражданского лица и, как следствие, пользуются защитой от нападения, если только они не совершают никаких действий, несовместимых с их статусом гражданского лица. Следует заметить, что норма ст. 79 I Дополнительного протокола к Женевским конвенциям 1949 г. отсылочная и раскрывается в статьях, в которых говорится о защите гражданского населения.
Защита журналистов подразумевает не только необходимость предпринимать те или иные действия, но и обязательство не прибегать к определённого рода действиям по отношению к ним. Так, гражданские лица в соответствии со ст. 51 (2) I Дополнительного протокола к Женевским конвенциям 1949 г. (в том числе журналисты) не должны являться объектом нападения, в соответствии со ст. 52 Протокола гражданские лица имеют право на то, чтобы к их собственности относились с уважением, если она не имеет военного характера.

### Гражданское население и гражданские объекты
Вопросы, связанные с защитой гражданского населения и гражданских объектов во время вооружённых конфликтов, регулируются Четвертой Женевской конвенцией и Дополнительными протоколами 1977 г.
В соответствии с этими документами запрещается:
- делать мирное население, отдельных его представителей или мирные объекты целями ударов;
- наносить неизбирательные удары (не направленные на конкретную военную цель или оружием, не допускающим возможность неизбирательного удара), а также удары, в результате которых можно ожидать избыточное количество жертв среди мирного населения по сравнению с достигнутыми военными успехами;
- использовать голод среди мирного населения как средство войны;
- наносить удары по объектам, имеющим важное значение для жизнеобеспечения мирного населения;
- наносить удары по сооружениям, обладающим значительным энергетическим потенциалом (к таковым относятся плотины, дамбы, АЭС), если высвобождение этой энергии может привести к значительным потерям среди мирного населения (за исключением случаев, когда такие сооружения оказывают непосредственную поддержку вооружённым силам и нет другого разумного способа прекратить эту поддержку);

В то же время, наличие гражданского населения в определённом месте не является препятствием для проведения военных операций в этом месте. Использование гражданского населения в качестве «живого щита» прямо запрещено.
В протоколе также указано, что при планировании и проведении военных операций необходимо постоянно заботиться о том, чтобы избежать жертв среди мирного населения или, в крайнем случае, свести их к минимуму.

## Запрещённые средства и методы ведения войны

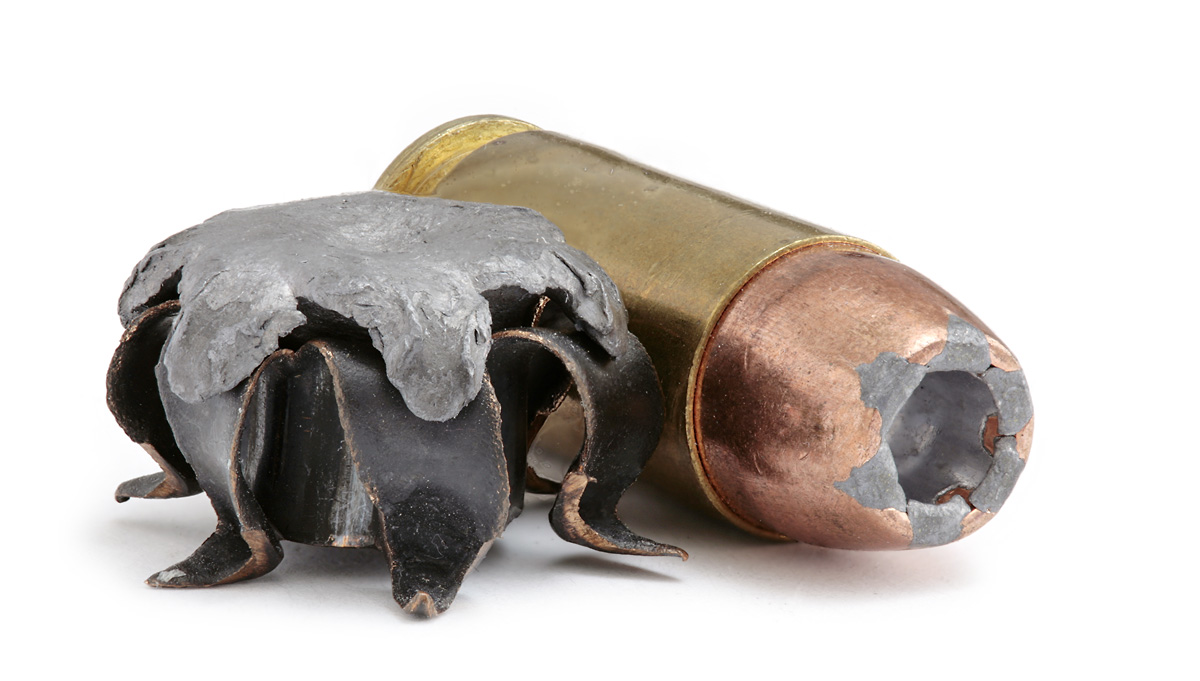
Экспансивная пуля, использование которой в вооружённых конфликтах запрещено

### Законы и обычаи войны
IV Гаагская конвенция 1907 г. вводит норму, согласно которой право воюющих сторон применять средства поражения противника не является неограниченным.
Согласно этой конвенции, а также дополнительным протоколам к Женевским конвенциям 1949 г., запрещено:
- использовать яды или отравленное оружие;
- убивать или ранить противника, который, положив оружие или не имея возможности обороняться, сдался;
- отдавать приказ не оставлять никого в живых, а также равно угрожать или действовать таким образом;
- использовать оружие, боеприпасы или материалы, созданные с целью причинить излишние страдания;
- употреблять не по назначению флаг перемирия, национальный флаг, знаки различия и униформу, равно как и эмблемы, определённые в Женевской конвенции;
- уничтожать или конфисковывать собственность врага, если только это не продиктовано военной необходимостью;
- наносить удары по незащищённым городам, селениям и зданиям;
- объявлять приостановленными или лишёнными силы права или требования подданных неприятельской державы.

Кроме того, запрещается использовать подданных неприятельской державы против их страны, даже если они состояли на военной службе в этом государстве до начала войны.
Во время осады или бомбардировки необходимо заботиться о том, чтобы по возможности не пострадали здания, предназначенные для нужд религии, искусства, науки, благотворительности, а также госпитали, памятники истории и места сбора раненых и больных, если только эти здания не используются в военных целях.
Грабёж и мародёрство запрещены.

### Запрещённое оружие и боеприпасы
В Петербургской декларации 1868 г. зафиксирована следующая идея: поскольку целью войны является ослабление противника путём выведения из строя как можно большего числа людей, то применение оружия, причиняющего бессмысленные страдания человеку, выведенному из строя, или делающего его смерть неизбежной, противоречит принципам гуманизма.
Эта идея послужила основанием для запрета некоторых видов оружия и боеприпасов.
| Вид оружия или боеприпасов                                       | Статус                   | По договору | Примечания |
| ---------------------------------------------------------------- | ------------------------ | --- | --- |
| Разрывные боеприпасы массой до 400 г.                            | запрещены                | Петербургская декларация 1868 г. | Данный запрет имеет целью исключить использование разрывных пуль как боеприпасов, причиняющих излишние страдания. Запрет на разрывные боеприпасы массой до 400 г. |
| Пули, легко разворачивающиеся или сплющивающиеся в теле человека | запрещены                | III декларация к Гаагским конвенциям 1899 г. | К этим пулям относятся пули с надрезами или полостями, например, экспансивные, благодаря чему они расширяются при входе в тело человека, принося дополнительные повреждения. Кроме того, такие пули гораздо быстрее останавливаются и, таким образом, позволяют использовать всю кинетическую энергию пули для разрушения. |
| Химическое и биологическое оружие                                | запрещены                | Конвенция о химическом оружии 1993 г., Конвенция о биологическом оружии 1972 г., Женевский протокол 1925 г., II декларация к Гаагским конвенциям 1899 г. | Ранние договоры запрещали только использование химического и биологического оружия. Договоры 1972 и 1993 гг. запрещают как применение, так и производство соответствующих видов оружия. Существующие запасы химического и биологического оружия должны быть в соответствии с этими договорами уничтожены в оговоренные сроки. |
| Оружие, порождающее осколки, невидимые в рентгеновских лучах     | запрещено                | I протокол к Конвенции о некоторых видах обычных вооружений 1980 г.                                                                                      | К таким осколкам относятся небольшие кусочки пластмассы, дерева и стекла. |
| Противопехотные мины и мины-ловушки                              | запрещены или ограничены | Конвенция о запрете противопехотных мин (Оттава, 1997), II протокол к Конвенции о некоторых видах обычных вооружений 1980 г.                             | Оттавская конвенция вводит полный запрет на производство, использование и накопление противопехотных мин. Однако многие государства (включая Россию, США и КНР) до сих пор не подписали её. II протокол к Конвенции о некоторых видах обычных вооружений не запрещает использование противопехотных мин, но накладывает на него ограничения: - мины должны располагаться на четко обозначенных и охраняемых минных полях или иметь механизм самоуничтожения, срабатывающий от времени; - мины должны обнаруживаться стандартными миноискателями. |
| Зажигательное оружие и боеприпасы                                | ограничены               | III протокол к Конвенции о некоторых видах обычных вооружений 1980 г.                                                                                    | Ограничения касаются только того оружия, зажигательный эффект которого является основным. На его применение накладываются следующие ограничения: - запрещено применение любого зажигательного оружия по мирным объектам; - запрещено применение зажигательных авиабомб в городах, селениях или вблизи таковых (даже по военным объектам). |
| Ослепляющее лазерное оружие                                      | ограничено               | IV протокол к Конвенции о некоторых видах обычных вооружений 1980 г.                                                                                     | Запрещено использование лазеров, специально созданных для перманентного ослепления. При этом не запрещено применение других лазеров, даже если они могут привести к постоянной слепоте, если они не были специально созданы для этой цели. |
| Кассетные боеприпасы                                             | запрещены                | Конвенция по кассетным боеприпасам, 30 мая 2008 г., Дублин                                                                                               | Запрещены так как при взрыве рассыпаются на множество суббоеприпасов, некоторые из которых не взрываются и тем самым представляют большую опасность для мирного населения. Крупнейшие производители кассетных боеприпасов и обладатели крупнейших арсеналов — США, Россия, Китай — это соглашение не подписали. Также от принятия договора отказались: Индия, Бразилия, Южная Корея, Пакистан, Израиль, считающие их эффективным и необходимым оружием                                                                                           |

Необходимо заметить, что, вопреки распространённому мнению, боеприпасы объёмного взрыва (термобарические боеприпасы) и боеприпасы, содержащие обеднённый уран, прямо не запрещены действующими международными договорами. В то же время, некоторые из них можно отнести к оружию неизбирательного действия, применение которого ограничено I протоколом к Женевским конвенциям 1949 г.
При проведении сравнительного исследования методом сопоставления винтовочных патронов 5,45 мм и 5,56 мм (Россия, НАТО) и текста декларации, установлено совпадение по отдельным отличительным признакам представленных пуль с пулями запрещёнными к употреблению Декларацией 1899 г. «О неупотреблении легко разворачивающихся и сплющивающихся пуль».

## Военная оккупация

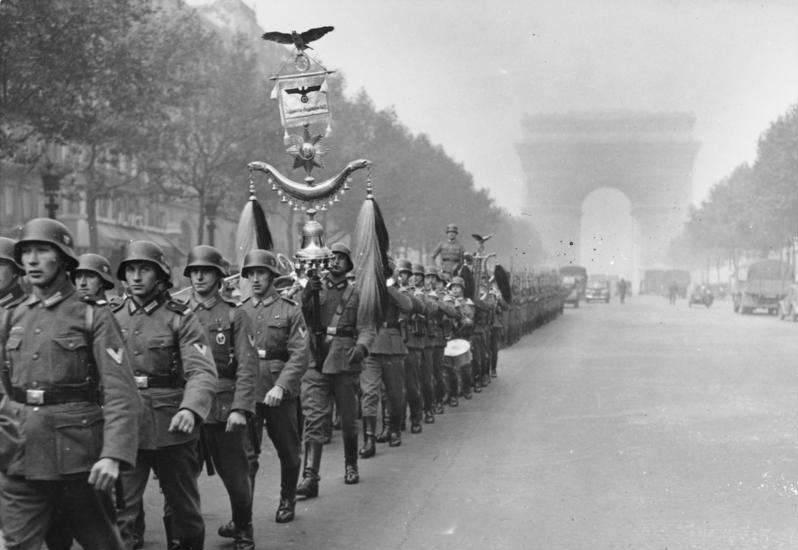
Немецкие оккупационные войска в Париже, 1940-й год.

Территория государства считается оккупированной, если фактическая власть на ней перешла в руки вражеской армии. Вопросы, связанные с оккупацией, регулируются Гаагским положением 1907 года, IV Женевской конвенцией 1949 года и некоторыми положениями Дополнительного протокола I к Женевским конвенциям, принятого в 1977 году.
С переходом фактической власти на территории к оккупационной администрации последняя обязана сделать всё от неё зависящее для восстановления общественного порядка и спокойствия. Законы, прежде установленные на данной территории, должны сохранять свою силу, если только обратное не продиктовано крайней необходимостью. Должны уважаться права семьи, отдельных лиц и частная собственность.
Оккупирующая держава не имеет права переселять часть своего населения на территорию, которую она оккупирует.
Запрещено принуждать население оккупированной территории к выдаче информации об армии воюющей стороны и о её способах обороны. Запрещено принуждать население присягать на верность неприятельской державе. Запрещено наказывать лиц за деяния, которых они не совершали (коллективные наказания).
Грабёж безусловно воспрещен. Если неприятельское государство собирает на территории установленные законной властью налоги, оно должно руководствоваться существующими правилами налогообложения и нести расходы в размерах, соответствующих размеру расходов законного правительства на данной территории. Контрибуция может быть взимаема только на основе распоряжения начальствующего командира, при этом плательщикам контрибуции должна выдаваться расписка.
Армия, занимающая ту или иную область, имеет право завладеть деньгами, фондами, долговыми требованиями и другими активами, принадлежащими непосредственно вражескому государству, которые могут быть использованы в военных целях. В то же время собственность общин, религиозных, художественных, образовательных, научных и благотворительных учреждений приравнивается к частной, даже если последние принадлежат государству-врагу. Захват, повреждение или уничтожение подобных учреждений, а равно уничтожение исторических, культурных и научных ценностей, запрещаются и должны преследоваться.

## Ответственность за военные преступления

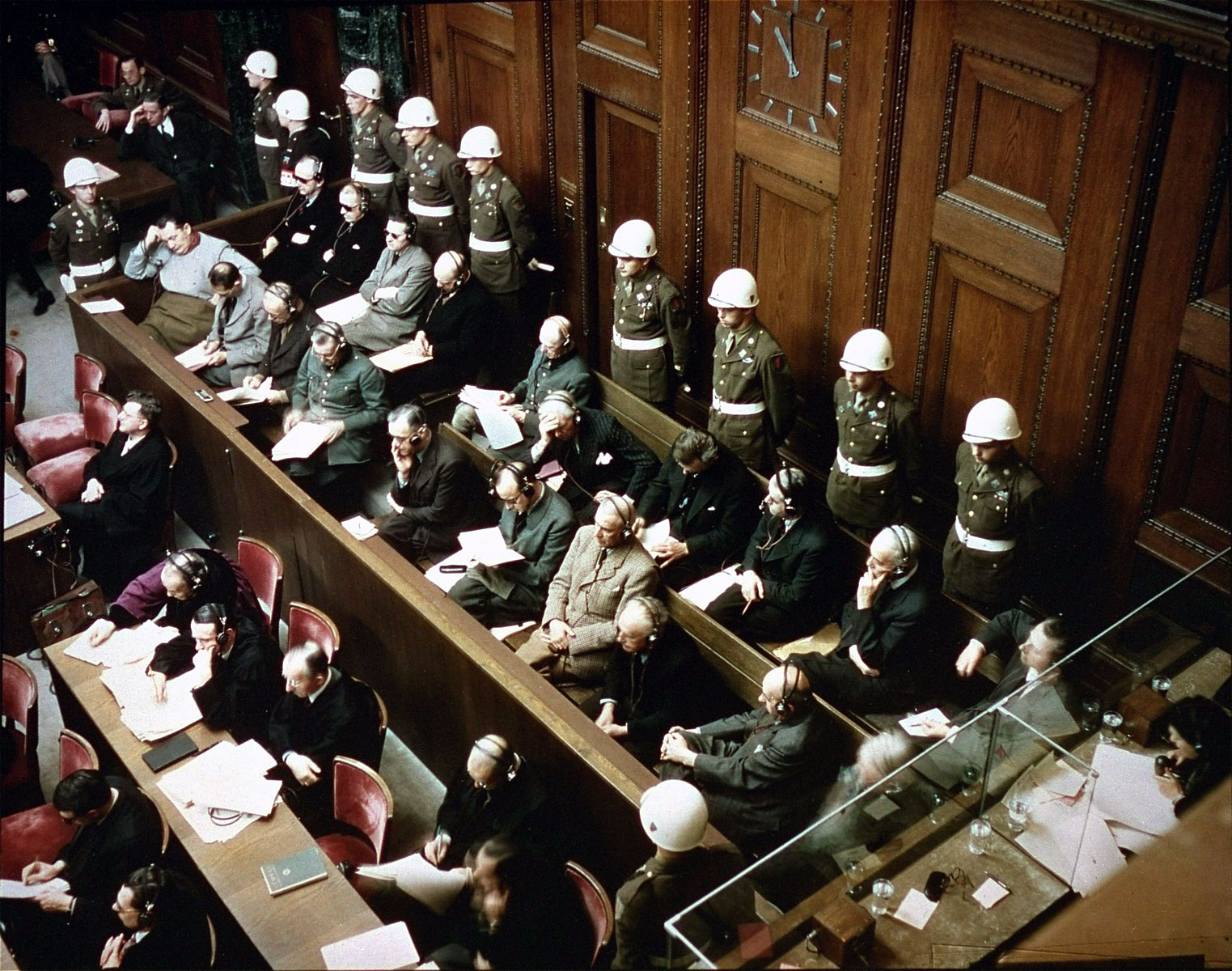
Нюрнбергский процесс над высокопоставленными военными преступниками нацистской Германии.

Международным правом установлена не только личная ответственность за военные преступления и преступления против человечности, но также и командная ответственность. Статья 86 I протокола к Женевским конвенциям 1949 года утверждает, что командир несёт ответственность за нарушения конвенций подчинёнными в том случае, если он знал о возможности совершения ими преступлений, но не принял необходимых мер для их предотвращения.

### Нюрнбергский и Токийский процессы
После Второй мировой войны были проведены Нюрнбергский и Токийский процессы, имевшие целью наказание военных преступников нацистской Германии и милитаристской Японии.
Нюрнбергский процесс был организован державами-победительницами — СССР, США, Великобританией и Францией. В Токийском процессе, кроме вышеперечисленных, принимали участие также Австралия, Канада, Китай, Индия, Нидерланды, Новая Зеландия и Филиппины.
Таким образом, эти процессы были судами победителей над побеждёнными, на что указывают противники их легитимности.

### Международные трибуналы по Руанде и бывшей Югославии
Международный трибунал по бывшей Югославии и Международный трибунал по Руанде были учреждены Советом Безопасности ООН для наказания лиц, совершавших  преступления в ходе вооружённых конфликтов на территории бывшей Югославии и геноцид в Руанде соответственно. Важной особенностью Международного трибунала по бывшей Югославии является то, что он рассматривает дела о преступлениях, совершенных всеми сторонами вооружённых конфликтов в бывшей Югославии.

### Международный уголовный суд
Для того, чтобы не создавать отдельный трибунал для каждого конфликта, в 1998 году было решено создать Международный уголовный суд, в компетенции которого находятся военные преступления, для которых определена универсальная юрисдикция. В 2002 году договор о его создании вступил в силу, однако многие страны (включая Россию, США и Китай) не подписали или не ратифицировали его. Более того, США заключили со многими странами двусторонние соглашения о невыдаче американских граждан Международному уголовному суду (зачастую такие договоры содержали также встречное обязательство со стороны Соединённых Штатов не выдавать граждан второго государства).